# Jesse van Bezooijen
Jesse van Bezooijen (Bavel, 28 april 1994) is een Nederlands voetballer die bij voorkeur als verdediger speelt. Hij stroomde in 2014 door vanuit de jeugd van NAC Breda, waar hij in april 2015 een contract tekende tot medio 2017. Hij speelde later voor het Belgische KFC Zwarte Leeuw en SteDoCo en stopte met voetballen in 2019.

## Clubcarrière

### NAC Breda
Van Bezooijen doorliep de jeugdreeksen van NAC Breda. Op 28 oktober 2014 maakte hij zijn debuut in de hoofdmacht door in het basiselftal te staan tijdens een bekerwedstrijd tegen Fortuna Sittard (3–2). Vijf dagen later debuteerde hij ook in de Eredivisie, tegen FC Groningen (0–1). In het seizoen 2014/15 degradeerde NAC uit de Eredivisie. In het daarop volgende seizoen in de Eerste divisie, toen nog de Jupiler League, kwam Van Bezooijen slechts tot één optreden, op 25 januari 2016 tegen Jong Ajax. Nadat hij aan de wedstrijd begon als basisspeler, scheurde Van Bezooijen in minuut 66 zijn achillespees, met een maandenlange revalidatie tot gevolg. Door deze blessure miste Van Bezooijen ook de voorbereiding en het eerste deel van het seizoen 2016/17. Hij was weer wedstrijdfit in november 2016, maar tot speelminuten voor het eerste elftal van NAC kwam Van Bezooijen niet meer.

### KFC Zwarte Leeuw
Op zoek naar speelminuten maakte Van Bezooijen in de zomer van 2017 de overstap naar het Belgische KFC Zwarte Leeuw. Na één seizoen als basisspeler daar keerde hij terug naar Nederland, om voor SteDoCo te voetballen.

## Carrièrestatistieken
| Seizoen         | Club             | Land            | Competitie             | Competitie | Competitie | Beker | Beker | Totaal | Totaal |
| Seizoen         | Club             | Land            | Competitie             | Wed.       | Dlp.       | Wed.  | Dlp.  | Wed.   | Dlp.   |
| --------------- | ---------------- | --------------- | ---------------------- | ---------- | ---------- | ----- | ----- | ------ | ------ |
| 2014/15         | NAC Breda        | Nederland       | Eredivisie             | 4          | 0          | 1     | 0     | 5      | 0      |
| 2015/16         | NAC Breda        | Nederland       | Eerste divisie         | 1          | 0          | 0     | 0     | 1      | 0      |
| 2016/17         | NAC Breda        | Nederland       | Eredivisie             | 0          | 0          | 0     | 0     | 5      | 5      |
| 2017/18         | KFC Zwarte Leeuw | Nederland       | Tweede klasse amateurs | 26         | 0          | 2     | 0     | 28     | 0      |
| 2018/19         | SteDoCo          | Nederland       | Derde divisie          | 8          | 1          | 1     | 0     | 9      | 1      |
| Carrière totaal | Carrière totaal  | Carrière totaal | Carrière totaal        | 39         | 1          | 4     | 0     | 43     | 1      |